# 이리나 슬루츠카야
이리나 에두아르다브나 슬루츠카야(러시아어: Ирина Эдуардовна Слуцкая, 라틴 계열 표기: Irina Edwardovna Slutskaya, 1979년 2월 9일~)는 러시아의 여자 싱글 피겨 스케이팅 선수이다. 러시아에서의 애칭은 '이라'이다. 2002년과 2005년의 세계 선수권 여자 싱글 우승자이다. 2002년 동계 올림픽 여자 싱글 피겨 스케이팅 은메달리스트이자, 2006년 토리노 동계 올림픽 여자 싱글 동메달리스트이다.

## 기본 정보
- 생년월일: 1979년 2월 9일(46세)
- 신장: 160 cm
- 출생지: 소비에트 연방 모스크바
- 코치: 잔나 그로모와
- 안무가: 세르게이 페트로프

## 인물 정보
러시아 모스크바에서 러시아인 어머니 나탈리아와 유대계 아버지 에두 알토의 장녀로 태어났다. 어릴적 몸이 약하여 의사에게 운동을 권유 받았다. 4세 때 피겨 스케이트를 시작해 6세부터 현역시절까지 잔나 그로모와(Zhanna Gromova)의 지도를 받았다.

## 경력
1995년, 세계 주니어 선수권에서 우승, 1996년 유럽 선수권에서 러시아 여자 선수로서 첫 우승을 한다. 같은 해 세계 선수권에서 처음으로 동메달을 획득했다.
1998년 동계 올림픽 쇼트 프로그램에서는 콤비네이션 점프로 예정되었던 트리플 러츠가 더블 러츠가 되는 실수가 있어 5위, 프리스케이팅에서는 트리플 플립을 손을 짚는 실수가 있었으나 트리플 토룹+트리플 토룹의 콤비네이션 점프를 성공시켰지만 종합 5위 입상에 머무른다. 1998년 동계 올림픽 직후에 열린 1998년 세계 선수권에서는 미셸 콴에 이어, 은메달을 획득했다.
1998년-1999년 시즌의 러시아 선수권에서 4위에 그쳐, 1999년 세계 선수권 대표에서 탈락한다. 이 시기에 점프의 실패율이 높았고 특히 러츠 점프를 뛸 수 없게 되었다. 슬럼프가 있었으나 친구 세르게이의 도움으로 극복하고 다시 세계 무대에 도전하게 된다. 슬루츠카야는 이후 1999년 8월 6일 모스크바 시내의 러시아 정교회에서 세르게이를 남편으로 맞게 된다.
2000년에 프랑스 리옹에서 개최된 그랑프리 파이널 프리 스케이팅에서 트리플 러츠+트리플 룹의 콤비네이션 점프를 여자 피겨 공식경기에서 처음으로 성공시킨다. 같은 대회에서 트리플+트리플 콤비네이션 점프까지 깨끗하게 성공하여 우승한다.
2001년에 캐나다 밴쿠버에서 개최된 세계 선수권 프리스케이팅에서 트리플 살코+트리플 루프+더블 토룹의 콤비네이션 점프를 역시 여자 피겨 공식경기 사상 최초로 성공시켰다. 그 후, 더 높은 난이도의 트리플 러츠+트리플 룹+더블 토룹의 콤비네이션 점프는 룹을 스텝 아웃 하는 실수를 한다. 그 결과 미셸 콴에 이어 2위로 대회를 마친다.
2002년 동계 올림픽 쇼트프로그램은 미셸 콴에 이어 2위, 프리스케이팅에서는 트리플 플립에서 균형이 무너져 트리플+ 트리플 콤비네이션을 뛰지 못했던 것 등이 영향을 미쳐 2위, 종합에서도 세라 휴스에 이어 은메달에 그친다. 올림픽이 끝나고 러시아로 돌아온 후 슬루츠카야는 러시아의 시민으로부터 시민들이 자체 제작한 금메달을 받게 된다.
2002년 나가노에서 개최된 세계 선수권에서는 쇼트프로그램으로 완벽한 연기를 선보이며 1위, 프리스케이팅 1위, 종합 1위로 우승한다.
2003년 러시아 상트페테르부르크에서 개최된 그랑프리 파이널에서 2위에 그친다. 2004년 도르트문트에서 개최된 세계선수권에서 9위에 머무른다.
2004-2005시즌은, ISU 그랑프리 시리즈 차이나컵, 러시아컵, 그랑프리 파이널, 유럽 선수권, 세계 선수권에서 우승한다. 특히, 러시아 모스크바에서 개최된 세계 선수권의 프리스케이팅에서 트리플 러츠+트리플 룹 착지에 성공, 결국 트리플 룹을 3회 뛰어 버렸기 때문에 규정상 마지막 점프는 무효가 되었지만 130점을 넘으며 세계 선수권에서 2번째 우승을 이룬다.
2005년 12월 17일 그랑프리 파이널 쇼트프로그램에서 2위, 프리스케이팅에서도 2위에 그쳐 종합 2위로 대회를 마친다. 그 후, 2006년 1월 리옹에서 개최된 유럽 선수권에서 7번째의 우승을 기록해, 소냐 헤니, 카타리나 비트 등의 기록을 깨고 대회 사상 최다 우승 기록을 경신한다.
2006년 토리노 올림픽 쇼트프로그램에서는 2위, 프리스케이팅에서는 전반부에 예정된 콤비네이션 점프가 단독 점프가 되고, 중반 트리플 플립이 더블이 되는 등의 실수를 연발하여 3위, 종합 3위로 동메달을 기록한다.
2006년 동계 올림픽 이후 경기에 참가하지 않고 있다. 2007년 11월 15일 러시아에서 아들 아르톱을 낳았다. 현재는 아이스쇼 등에 출연하고 있다.

## 스케이팅 기술 및 연기

### 점프
- 트리플 러츠+트리플 룹의 콤비네이션 점프를 2000년 그랑프리 파이널에서 여자 선수로서는 처음으로 성공시켰다.
- 룹 점프를 잘 구사하며 콤비네이션으로 두 번째로 룹점프를 연결한다. 단독 룹의 경우, 몇 번의 쓰리턴 후 점프를 뛴다.

### 스핀, 스파이럴
- 비엘만 스핀은 완성도, 스피드, 포지션이 훌륭하며 좋은 레벨을 받는다. 또한 양손 비엘만 스파이럴이 특기이다.

## 주요 경기 결과
| 대회/연도          | 93-94 | 94-95 | 95-96 | 96-97 | 97-98 | 98-99 | 99-00 | 00-01 | 01-02 | 02-03 | 03-04 | 04-05 | 05-06 |
| ------------------ | ----- | ----- | ----- | ----- | ----- | ----- | ----- | ----- | ----- | ----- | ----- | ----- | ----- |
| 동계 올림픽        |       |       |       |       | 5     |       |       |       | 2     |       |       |       | 3     |
| 세계 선수권        |       | 7     | 3     | 4     | 2     |       | 2     | 2     | 1     |       | 9     | 1     |       |
| 유럽 선수권        |       | 5     | 1     | 1     | 2     |       | 1     | 1     | 2     | 1     |       | 1     | 1     |
| 러시아 선수권      | 3     | 3     | 2     | 3     | 4     | 4     | 1     | 1     | 1     | 2     |       | 1     |       |
| 그랑프리 파이널    |       |       | 2     | 3     | 4     | 3     | 1     | 1     | 1     | 2     |       | 1     | 2     |
| 스케이트아메리카   |       | 3     | 3     |       |       |       |       |       |       |       |       |       |       |
| 스케이트 캐나다    |       |       |       | 1     |       | 3     |       | 1     | 2     |       |       |       |       |
| 차이나컵           |       |       |       |       |       |       |       |       |       |       |       | 1     | 1     |
| 트로피 에릭 봉파르 |       |       | 4     |       |       |       |       |       |       |       |       |       |       |
| 러시아컵           |       |       |       | 1     | 1     | 3     | 1     | 1     | 1     | 3     |       | 1     | 1     |
| NHK 트로피         |       |       |       |       |       | 2     |       | 1     |       | 2     |       |       |       |
| 보프로스트컵       |       |       |       | 1     | 2     |       | 3     |       |       |       |       |       |       |
| 핀란디아컵         |       |       |       |       | 1     |       |       |       |       |       |       |       |       |
| 유니버시아드       |       |       |       |       |       | 2     |       |       |       |       |       |       |       |
| 코리아 오픈        |       |       |       | 3     |       | 3     |       | 2     |       |       |       |       |       |
| 네벨혼컵           | 1     | 1     |       |       |       |       |       |       |       |       |       |       |       |
| 세계주니어선수권   | 3     | 1     |       |       |       |       |       |       |       |       |       |       |       |

## 프로그램
| 시즌    | 쇼트 프로그램                                                    | 프리 스케이팅 | 갈라쇼                                                   |
| ------- | ---------------------------------------------------------------- | --- | -------------------------------------------------------- |
| 2005-06 | Totentanz Franz Liszt, performed Maksim Mrvica                   | Mario Takes a Walk Jesse Cook Rhumba Flamenco                                                                         | So Many Things Sarah Brightman                           |
| 2004-05 | Ballet Suite No5 from The Bolt Shostakovich                      | Croatian Rhapsody Maksim Mrvica Whisper From the Mirror Keiko Matsui Wonderland Tonci Huljic, performed Maksim Mrvica | It must have been love Cat woman                         |
| 2003-04 | Rondo Capriccioso Saint-Saëns                                    | Wonderland Tonci Huljic                                                                                               |                                                          |
| 2002-03 | Victory Bond (band)\|bond                                        | La Traviata Verdi | Shine                                                    |
| 2001-02 | Serenade Franz Schubert                                          | Tosca Puccini Samson et Dalila Saint-Saëns                                                                            | Never Be the Same Again Old Pop in an Oak Cotton Eye Joe |
| 2000-01 | Culture Chris Spheeris                                           | Don Quixote Ludwig Minkus\|Minkus                                                                                     | Timeless                                                 |
| 1999-00 | Appasionata Rolf Lovland                                         | Carmen Suite Georges Bizet                                                                                            | Free Yourself                                            |
| 1998-99 | Les Feuilles Mort (Autumn Leaves)                                | Ballet For Carolyn Carlson                                                                                            |                                                          |
| 1997-98 | Les Feuilles Mort (Autumn Leaves) Piano Waltz                    | Ah, Nastasia Ossipov Balalaika Ensemble Russian Folk Dance                                                            | Gauglione                                                |
| 1996-97 | Il Bel Canto from The Phantom of the Opera on Ice Roberto Danova | Overture (Dance of the Four Muses) from The Phantom of the Opera on Ice Roberto Danova                                | Tico Tico Kalinka                                        |
| 1995-96 | Aguas De Invierno Raul Di Blasio from the CD Barroco             | Broadway Show Tunes                                                                                                   | New York New York                                        |
| 1994-95 | Fantasie Impromptu Chopin                                        | The Heart of Budapest, Czardas, Heire Kati Vidor, Monti, Hubay                                                        |                                                          |
| 1993-94 |                                                                  | |                                                          |

## 같이 보기
- 미셸 콴